# 小行星7232
小行星7232（英語：7232 Nabokov）是一颗围绕太阳公转的小行星。1985年10月20日，安東寧·姆爾科斯在克列特发现了此天体。
这颗小行星的绝对星等为244.6950647173139等。